# Halictus gobiensis
Halictus gobiensis là một loài Hymenoptera trong họ Halictidae. Loài này được Ebmer mô tả khoa học năm 1982.